# 요코하마 시영 버스
요코하마 시영 버스는 일본 가나가와현 요코하마시의 공영기업인 요코하마 시 교통국이 운영하는 버스 계통이다.

## 개요
요코하마의 중심 시가지와 동부를 중심으로 운행하고있다.
1 회 당 균일 운임 제되어 대부분의 노선은 현금의 경우 1 회 220 엔이다. 요금은 승차시에 지불한다.
C와 M 번은 아카이쿠쓰라고 , 1 회 100 엔이다.
(40,96번 만 다르다.)

## 주요 운행 노선
| 노선번호      | 운행구간     | 경유지                                                                                | 비고                  | A. |
| ------------- | ------------ | ------------------------------------------------------------------------------------- | --------------------- | -- |
| 8             | 요코하마역   | 사쿠라기초역, 차이나타운                                                              | 혼모쿠 차고 전        | Y  |
| 26            | 요코하마역   | 사쿠라기초역, 야마시타 공원                                                           | 요코하마 항 심볼 타워 | Y  |
| 58            | 사쿠라기초역 | 차이나타운, 네기시역                                                                  | 이소고 차고 전        | Y  |
| C(아카이쿠쓰) | 사쿠라기초역 | 아카렌기 창고 → 차이나타운 → 미나토노미에루 오키 공원 → 야마시타 공원 → 아카렌기 창고 | 사쿠라기초역          | Y  |
| M(아카이쿠쓰) | 사쿠라기초역 | 마리노스 타운 → 퍼시피코 요코하마 → 아카렌기 창고                                     | 사쿠라기초 역         | Y  |

## 같이 보기
요코하마 시 교통국